# Aaron Herrera
Aaron Joseph Herrera (Las Cruces, 6 giugno 1997) è un calciatore statunitense naturalizzato guatemalteco, difensore del D.C. United e della nazionale guatemalteca.

## Carriera
Il 17 dicembre 2017 viene ingaggiato dal Real Salt Lake, con cui firma un contratto annuale.
Il 21 dicembre 2022, dopo sei anni al Real Salt Lake, con cui ha collezionato 136 partite e realizzato due reti, viene ingaggiato dal CF Montréal. Con il club canadese colleziona totalmente 23 presenze tra campionato e coppe durante la stagione 2023.
Il 12 dicembre 2023 viene ceduto al D.C. United nello scambio che ha portato il difensore Ruan al club canadese.

## Statistiche

### Presenze e reti nei club
Statistiche aggiornate al 12 dicembre 2023.
| Stagione              | Squadra               | Campionato            | Campionato | Campionato | Coppe nazionali | Coppe nazionali | Coppe nazionali | Coppe continentali | Coppe continentali | Coppe continentali | Altre coppe | Altre coppe | Altre coppe | Totale | Totale | Totale |
| Stagione              | Squadra               | Comp                  | Pres       | Reti       | Comp            | Pres            | Reti            | Comp               | Pres               | Reti               | Comp        | Pres        | Reti        | Pres   | Reti   |        |
| --------------------- | --------------------- | --------------------- | ---------- | ---------- | --------------- | --------------- | --------------- | ------------------ | ------------------ | ------------------ | ----------- | ----------- | ----------- | ------ | ------ | ------ |
| 2018                  | Real Salt Lake        | MLS                   | 16+3       | 0          | USOC            | 1               | 0               | -                  | -                  | -                  | -           | -           | -           | 20     | 0      |        |
| 2019                  | Real Salt Lake        | MLS                   | 32+2       | 0          | USOC            | 0               | 0               | -                  | -                  | -                  | LC          | 1           | 0           | 35     | 0      |        |
| 2020                  | Real Salt Lake        | MLS                   | 17+4       | 0          |                 | 0               | 0               | -                  | -                  | -                  | -           | -           | -           | 21     | 0      |        |
| 2021                  | Real Salt Lake        | MLS                   | 29+3       | 1+0        |                 | -               | -               | -                  | -                  | -                  | -           | -           | -           | 32     | 1      |        |
| 2022                  | Real Salt Lake        | MLS                   | 27         | 0          | USOC            | 0               | 0               | -                  | -                  | -                  | LC          | 1           | 1           | 28     | 1      |        |
| Totale Real Salt Lake | Totale Real Salt Lake | Totale Real Salt Lake | 133        | 1          |                 | 1               | 0               |                    | -                  | -                  |             | 2           | 1           | 136    | 2      |        |
| 2023                  | CF Montréal           | MLS                   | 19         | 0          | CC              | 2               | 0               | -                  | -                  | -                  | LC          | 2           | 0           | 23     | 0      |        |
| 2024                  | D.C. United           | MLS                   | 22         | 1          | USOC            | -               | -               | -                  | -                  | -                  | LC          | -           | -           | 22     | 1      |        |
| Totale carriera       | Totale carriera       | Totale carriera       | 174        | 2          |                 | 3               | 0               |                    | -                  | -                  |             | 4           | 1           | 181    | 3      |        |

### Cronologia presenze e reti in nazionale
| Cronologia completa delle presenze e delle reti in nazionale ― Guatemala | Cronologia completa delle presenze e delle reti in nazionale ― Guatemala | Cronologia completa delle presenze e delle reti in nazionale ― Guatemala | Cronologia completa delle presenze e delle reti in nazionale ― Guatemala | Cronologia completa delle presenze e delle reti in nazionale ― Guatemala | Cronologia completa delle presenze e delle reti in nazionale ― Guatemala | Cronologia completa delle presenze e delle reti in nazionale ― Guatemala | Cronologia completa delle presenze e delle reti in nazionale ― Guatemala |
| Data                                                                     | Città                                                                    | In casa                                                                  | Risultato                                                                | Ospiti                                                                   | Competizione                                                             | Reti                                                                     | Note                                                                     |
| ------------------------------------------------------------------------ | ------------------------------------------------------------------------ | ------------------------------------------------------------------------ | ------------------------------------------------------------------------ | ------------------------------------------------------------------------ | ------------------------------------------------------------------------ | ------------------------------------------------------------------------ | ------------------------------------------------------------------------ |
| 15-6-2023                                                                | Carson                                                                   | Costa Rica                                                               | 0 – 1                                                                    | Guatemala                                                                | Amichevole                                                               | -                                                                        |                                                                          |
| 18-6-2023                                                                | East Hartford                                                            | Guatemala                                                                | 0 – 1                                                                    | Venezuela                                                                | Amichevole                                                               | -                                                                        | 46’                                                                      |
| 27-6-2023                                                                | Fort Lauderdale                                                          | Guatemala                                                                | 1 – 0                                                                    | Cuba                                                                     | Gold Cup 2023 - 1º turno                                                 | -                                                                        |                                                                          |
| 1-7-2023                                                                 | Houston                                                                  | Guatemala                                                                | 0 – 0                                                                    | Canada                                                                   | Gold Cup 2023 - 1º turno                                                 | -                                                                        |                                                                          |
| 4-7-2023                                                                 | Harrison                                                                 | Guadalupa                                                                | 2 – 3                                                                    | Guatemala                                                                | Gold Cup 2023 - 1º turno                                                 | -                                                                        |                                                                          |
| 9-7-2023                                                                 | Cincinnati                                                               | Guatemala                                                                | 0 – 1                                                                    | Giamaica                                                                 | Gold Cup 2023 - Quarti di finale                                         | -                                                                        |                                                                          |
| 21-3-2024                                                                | Harrison                                                                 | Ecuador                                                                  | 2 – 0                                                                    | Guatemala                                                                | Amichevole                                                               | -                                                                        |                                                                          |
| 24-3-2024                                                                | Houston                                                                  | Guatemala                                                                | 0 – 0                                                                    | Venezuela                                                                | Amichevole                                                               | -                                                                        |                                                                          |
| 5-9-2024                                                                 | Città del Guatemala                                                      | Guatemala                                                                | 3 – 1                                                                    | Martinica                                                                | CONCACAF Nations League 2024-2025 - 1º turno                             | -                                                                        | 29’                                                                      |
| 9-9-2024                                                                 | Città del Guatemala                                                      | Guatemala                                                                | 0 – 0                                                                    | Costa Rica                                                               | CONCACAF Nations League 2024-2025 - 1º turno                             | -                                                                        |                                                                          |
| 11-10-2024                                                               | Georgetown                                                               | Guyana                                                                   | 1 – 3                                                                    | Guatemala                                                                | CONCACAF Nations League 2024-2025 - 1º turno                             | -                                                                        |                                                                          |
| 15-10-2024                                                               | San José                                                                 | Costa Rica                                                               | 3 – 0                                                                    | Guatemala                                                                | CONCACAF Nations League 2024-2025 - 1º turno                             | -                                                                        |                                                                          |
| 6-6-2025                                                                 | Città del Guatemala                                                      | Guatemala                                                                | 4 – 2                                                                    | Rep. Dominicana                                                          | Qual. Mondiali 2026                                                      | -                                                                        |                                                                          |
| 10-6-2025                                                                | Kingston                                                                 | Giamaica                                                                 | 3 – 0                                                                    | Guatemala                                                                | Qual. Mondiali 2026                                                      | -                                                                        | 60’                                                                      |
| 16-6-2025                                                                | Carson                                                                   | Giamaica                                                                 | 0 – 1                                                                    | Guatemala                                                                | Gold Cup 2025 - 1° turno                                                 | -                                                                        |                                                                          |
| 20-6-2025                                                                | San Jose                                                                 | Guatemala                                                                | 0 – 1                                                                    | Panama                                                                   | Gold Cup 2025 - 1° turno                                                 | -                                                                        |                                                                          |
| 24-6-2025                                                                | Houston                                                                  | Guadalupa                                                                | 2 – 3                                                                    | Guatemala                                                                | Gold Cup 2025 - 1° turno                                                 | -                                                                        | 82’                                                                      |
| 29-6-2025                                                                | Minneapolis                                                              | Canada                                                                   | 1 – 1 (5 – 6 dtr)                                                        | Guatemala                                                                | Gold Cup 2025 - Quarti di finale                                         | -                                                                        |                                                                          |
| 2-7-2025                                                                 | St. Louis                                                                | Stati Uniti                                                              | 2 – 1                                                                    | Guatemala                                                                | Gold Cup 2025 - Semifinale                                               | -                                                                        |                                                                          |
| Totale                                                                   |                                                                          | Presenze                                                                 | 19                                                                       |                                                                          | Reti                                                                     | 0                                                                        |                                                                          |

| Cronologia completa delle presenze e delle reti in nazionale ― Stati Uniti | Cronologia completa delle presenze e delle reti in nazionale ― Stati Uniti | Cronologia completa delle presenze e delle reti in nazionale ― Stati Uniti | Cronologia completa delle presenze e delle reti in nazionale ― Stati Uniti | Cronologia completa delle presenze e delle reti in nazionale ― Stati Uniti | Cronologia completa delle presenze e delle reti in nazionale ― Stati Uniti | Cronologia completa delle presenze e delle reti in nazionale ― Stati Uniti | Cronologia completa delle presenze e delle reti in nazionale ― Stati Uniti |
| Data                                                                       | Città                                                                      | In casa                                                                    | Risultato                                                                  | Ospiti                                                                     | Competizione                                                               | Reti                                                                       | Note                                                                       |
| -------------------------------------------------------------------------- | -------------------------------------------------------------------------- | -------------------------------------------------------------------------- | -------------------------------------------------------------------------- | -------------------------------------------------------------------------- | -------------------------------------------------------------------------- | -------------------------------------------------------------------------- | -------------------------------------------------------------------------- |
| 31-1-2021                                                                  | Orlando                                                                    | Stati Uniti                                                                | 7 – 0                                                                      | Trinidad e Tobago                                                          | Amichevole                                                                 | -                                                                          | 78’                                                                        |
| Totale                                                                     |                                                                            | Presenze                                                                   | 1                                                                          |                                                                            | Reti                                                                       | 0                                                                          |                                                                            |